# Vespasiano Martins
Vespasiano Barbosa Martins (Arraial de Santo Antônio de Campo Grande, 4 de agosto de 1889 - Campo Grande, 14 de enero de 1965) fue un médico y político brasileño. Fue intendente y alcalde (por tres veces) de la ciudad de Campo Grande, gobernador del estado de Maracaju que existió durante la Revolución Constitucionalista de 1932 y senador federal por el estado de Mato Grosso en dos periodos entre 1935 - 1937 y 1943 - 1955.

## Biografía
Nació el 4 de agosto de 1889 en la Hacienda Campeiro, en la localidad de Sidrolándia, en los alrededores de la actual ciudad de Campo Grande. Fue hijo de Hernrique José Pires Martins y de Marcelina Barbosa Martins. Sus familiares maternos fueron pioneros de la región sur de Mato Grosso. Su familia estuvo dedicada a la agricultura y participaba en la política local, contribuyendo para el desarrollo económico aquella región. Cursó sus estudios primarios en Uberaba y los secundarios en Cuiabá. Ingresó a la facultad de medicina de Río de Janeiro graduándose en 1915 y especializándose en ginecología y cirugía. En 1916 regresó a Campo Grande y desarrolló su vida profesional a la vez que incursionó en política llegando a ser intendente municipal en 1918. En los años 1920, viajó a Europa y en 1926 se mudó a São Paulo. Volvió a ocupar la alcaldía de Campo Grande en 1931 luego de la Revolución de 1930.
En 1932 participó de la Revolución Constitucionalista tras haber participado en las conspiraciones previas con Bertoldo Klinger que dirigía la Circunscripción Militar de Matto Grosso cuya sede era Campo Grande. Sin embargo, con la repentina destitución del general Klinger de ese cargo, el 8 de julio, las conspiraciones se vieron comprometidas y las unidades del Ejército con sede en ese estado, especialmente las de Cuiabá, que eran ajenas a la situación y más tarde terminaron permaneciendo leales al gobierno federal. Oscar Saturnino de Paiva fue nombrado interinamente al mando de aquel Distrito Militar. Sin embargo, Saturnino de Paiva también se unió al levantamiento en São Paulo, lo que facilitó enormemente la alianza entre los paulistas y las unidades del Ejército situadas en la región meridional de Mato Grosso, garantizando el apoyo de esa región a la causa revolucionaria. 
Vespasiano Martins, en su calidad de representante político de esa región, declaró su apoyo a la Revolución Constitucionalista, pidiendo la reconstitucionalización de Brasil y, además de esta causa, defendiendo también la autonomía estadual de la región sur del entonces estado de Mato Grosso, hoy conocido como Mato Grosso del Sur. Así, el 11 de julio de ese año, en una solemne ceremonia realizada en la tarde de ese día en Campo Grande, se declaró la emancipación de esa región y se creó el Estado de Maracaju, cuya capital pasó a ser la ciudad de Campo Grande, y Vespasiano Martins juró como mandatario estatal en la misma ceremonia, bajo aclamación popular. La sede de ese gobierno fue instalada en la actual logia masónica de la Avenida Calógeras de esa ciudad.
Sin embargo, con la rendición de los rebeldes en São Paulo, el 2 de octubre de 1932, los líderes políticos y militares de Maracaju también fueron obligados a rendirse y el nuevo estado y su gobierno fueron disueltos. No obstante, el estado de Maracaju serviría de embrión para la creación del actual estado de Mato Grosso do Sul, creado por la Ley Complementaria n.º 31, de 11 de octubre de 1977, sancionada por el Presidente de la República Ernesto Geisel, y la división territorial se completó efectivamente el 1 de enero de 1979, división que se deseaba en esa región desde la época de la Guerra de la Triple Alianza. Tras la Revolución, Vespasiano Martins se vio obligado a pasar seis meses exiliado en Argentina y luego en Paraguay, donde se dedicó a la medicina, llegando a montar un consultorio.
En abril de 1933, regresó a Brasil y se convirtió en uno de los fundadores del Partido Progresista en el estado de Mato Grosso. En 1934, con gran popularidad en la época, fue nombrado nuevamente alcalde de Campo Grande, donde permaneció hasta 1935. Ese año, ayudó a fundar el Partido Evolucionista de Mato Grosso y se unió a las fuerzas opositoras al entonces interventor Leônidas Antero de Matos. Todavía en 1935, fue elegido indirectamente por la Asamblea Constituyente de Mato Grosso como senador.
En 1936, junto con el senador João Vilas Boas, lideró la formación de la Alianza de Mato Grosso, formada por disidentes del Partido Liberal de Mato Grosso y del Partido Evolucionista, en oposición al gobierno de Mário Correia da Costa. Sin embargo, a finales de ese año, junto con Vilas Boas, sufrió un intento de asesinato encargado por Mário Correia da Costa, entonces gobernador de Mato Grosso, molesto por la creciente oposición de la Alianza de Mato Grosso, un grupo de políticos opositores entre cuyos líderes se encontraban los senadores Vespasiano y Vilas Boas. Aunque recibió tres disparos en las extremidades y resultó gravemente herido, sobrevivió sin secuelas.
Fue senador hasta el 10 de noviembre de 1937, cuando se produjo un golpe de Estado liderado por Getúlio Vargas y el general Góis Monteiro, que dio lugar al régimen del Estado Novo que, entre otras medidas, disolvió el Congreso Nacional. Tras este acontecimiento, Vespasiano Martins volvió a ejercer en Campo Grande, asumiendo la alcaldía de Campo Grande el 12 de agosto de 1941, por designación federal, a invitación de Júlio Müller, entonces interventor de Mato Grosso.
Tras el fin de la dictadura del Estado Novo, en octubre de 1945, fundó en el estado la Unión Democrática Nacional (UDN), partido por el que fue elegido de nuevo senador de la República.
En 1952 sufrió un infarto y, en 1955, después de completar su último mandato como senador, se retiró de la vida pública por su mal estado de salud, se retiró de la vida pública. Murió en Campo Grande el 14 de enero de 1965. Estaba casado con Celina Martins, con quien tuvo cuatro hijos.